# Langener Landstraße

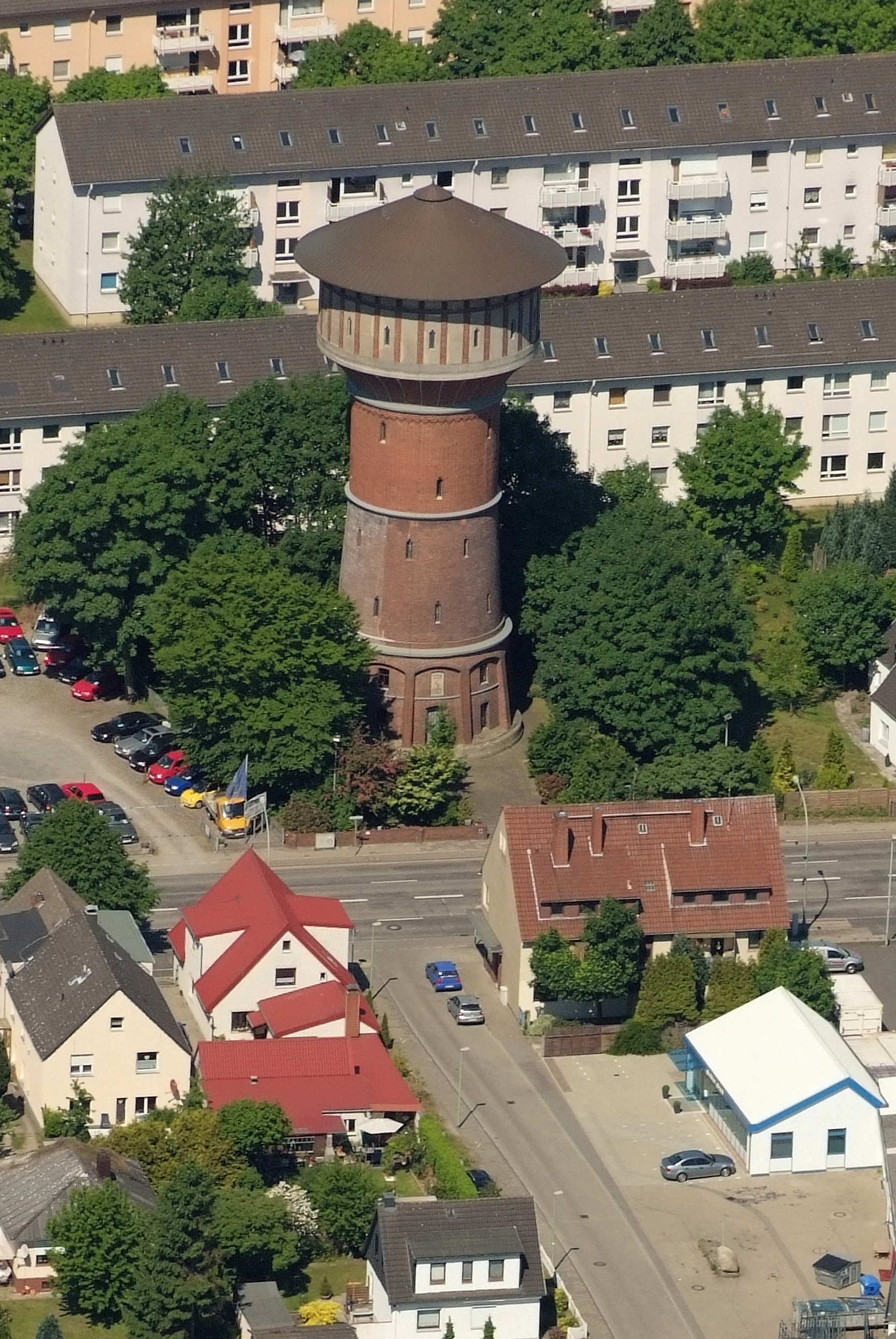
Wasserturm Langener Landstraße

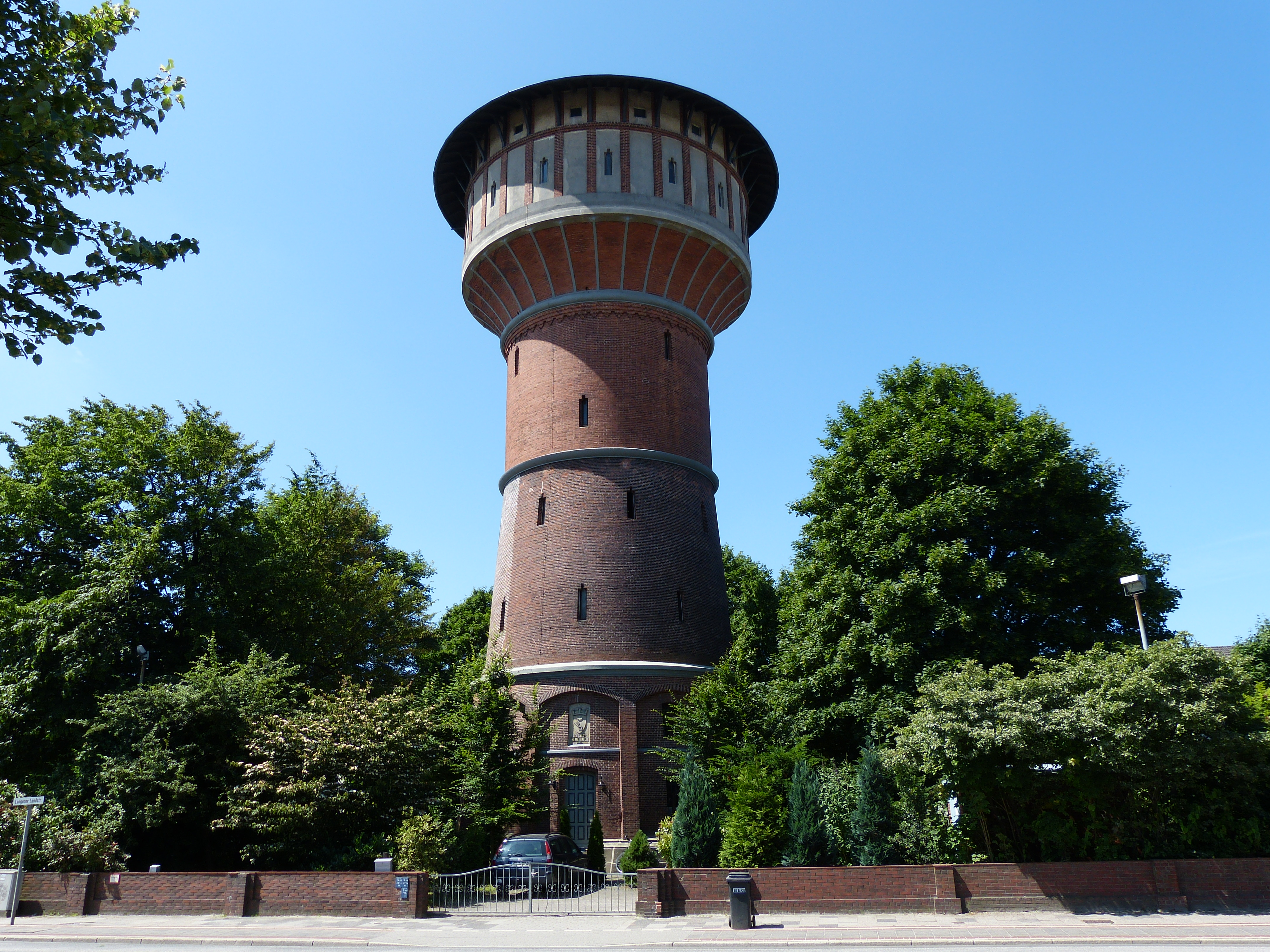
Wasserturm Langener Landstraße

Die Langener Landstraße ist eine historische Straße in Bremerhaven, Stadtteile Lehe und Leherheide.
Sie führt in Süd-Nord-Richtung vom Flötenkiel / Stresemannstraße bis zur Leher Landstraße in Langen und weiter nach Cuxhaven.
Sie gliedert sich in die Teilbereiche:
- Flötenkiel bis zur Cherbourger Straße und
- Cherbourger Straße bis zur Landesgrenze und der Leher Landstraße in Langen.

Die Querstraßen wurden benannt als Flötenkiel nach der Flötenform (Mundstück: Kiel = Keil) der spitz zulaufenden Straßen, Pferdebade nach einem früheren Pferdebad, Hermann-Legenhusen-Straße nach dem Mäzen, der der Stadt Grundstücke am Flötenkiel schenkte, Krummahlen (Ahlen, alen=schmale keilförmige Felder), Anton-Biehl-Straße nach dem Freiheitskämpfer (1788–1835) im Kampf gegen die Franzosen (1813) in Lehe an der Franzosenbrücke, Leibnizstraße nach dem Philosoph und Mathematiker Gottfried Wilhelm Leibniz, Großer Blink, hier fanden um 1953 größere Demonstrationen statt wegen des Baus von Wohnungen für die US-Armee, Twischlehe nach der Lage zwischen Leherheide und Lehe, Lipperkamp (Flurbezeichnung), Auf der Tötje (Flurbezeichnung), Claus-Groth-Straße nach dem niederdeutschen Lyriker Klaus Groth, Cherbourger Straße nach Cherbourg, der französischen Patenstadt von Bremerhaven, Heideweg nach der Heide zu der sie führt, Parkstrasse nach dem benachbarten Speckenbütteler Park, Vor dem Grabensmoor (Flurbezeichnung), Saarbrücker Straße nach der Stadt Saarbrücken, Debstedter Weg nach dem Ort, zu dem er führt, Bramskampweg (Flurbezeichnung), Ottweilerstraße nach der saarländischen Kleinstadt und An der Königsheide nach dem Ortsteil von Leherheide und der früheren Heide zu dem die Straße führt und durch die einst der König von Hannover geritten sein; ansonsten siehe beim Link zu den Straßen.

## Geschichte
Die Langener Landstraße wurde nach der nördlichen Gemeinde Langen benannt, wohin sie führt.

### Entwicklung
Leherheide war ein Ort mit einzelnen Bauerngehöften. 1846 siedelten hier Landarbeiter aus Mecklenburg, die im Hafen arbeiteten. Um 1900 war eine Ansiedlung um die Langener Landstraße zu verzeichnen mit einem Zentrum an der Kreuzung zum Debstedter Weg.

Die Straße wurde zur wichtigsten Wegeverbindung vom Norden nach Lehe. Die Straße gehörte ab 1937 zur Reichsstraße 6 und war dann bis Ende der 1970er Jahre die Bundesstraße 6. Durch die Eröffnung der Autobahn A 27 wurde die B 6 als Bundesfernstraße ersetzt.
1971 wurde Leherheide Stadtteil. Seit 1974 führt von der Autobahn A27 ein Zubringer über die Cherbourger Straße zur Wurster Straße und in die Häfen sowie zur Langener Landstraße.

### Verkehr
Bis 1908 wurde die Straßenbahn elektrifiziert. Seit 1919 führte die verlängerte Straßenbahnlinie 2 der Verkehrsgesellschaft Bremerhaven (VGB) über Speckenbüttel durch die Straße nach Langen (siehe nebenstehenden Plan) bzw. von 1958 bis 1982 bis zur Stadtgrenze. 1961 wurde an der Stadtgrenze Langen der Omnibusbetriebshof in Betrieb genommen, 1980 geschlossen.
Es verkehren hier die Buslinien 502, 503, 504, 505, 506, ML, NL und S der BremerhavenBus der Bremerhavener Versorgungs- und Verkehrs-GmbH.

## Gebäude und Anlagen
An der Straße befinden sich zumeist ein- bis zwei- und auch dreigeschossige Wohn- und auch Geschäftshäuser sowie Tankstellen und Gewerbebetriebe.

### Baudenkmale
- Nr. 45: Wasserturm Bremerhaven-Langener Landstraße von 1885 nach Plänen von Walter Pfeffer, der drittälteste von vier Wassertürmen in Bremerhaven, der bis 1996 im Betrieb war und heute im Privatbesitz ist.[4][5][6]

### Erwähnenswerte Gebäude
- Nr. 18–22: 2-gesch. neueres Bankhaus der Weser-Elbe Sparkasse – Geschäftsstelle Flötenkiel
- Nr. um 128–160 bei Twischlehe: Mehrere Märkte wie Aldi, Lidl, Netto, Penny sowie eine Bowlinghalle
- Um Nr. 173/210 und 225/226: Bahnbrücke von 1896 der Bahnstrecke Bremerhaven–Cuxhaven über die Langener Landstraße/Cherbourger Straße.
- Nr. 237: 2-gesch. Bankhaus der Postbank
- Nr. 248: Ev. Luth. Johanneskirche von 1936 (Umbau nach Plänen vom Büro Westphal) und Kirchgemeinde Speckenbüttel; Gemeindehaus von 1958.
- Nr. 266: 3-gesch. älteres Wohn- und Geschäftshaus von (?) mit der Heide-Apotheke an der Hauptkreuzung Debstedter Weg
- Nr. 271: 3-gesch. neueres Wohn- und Geschäftshaus  mit der Sozialstation vom Deutschen Roten Kreuz
- Nr. 277: 2-gesch. neueres Wohn- und Geschäftshaus mit der Albatros-Apotheke
- Nr. 299: 2-gesch. modernes Wohnhaus